# Ulrik Eriksson
Ulrik Eriksson, född 18 september 1925 i Backe, Fjällsjö socken, död 12 maj 2017 i Älvsbyn, var en svensk språkvetare. 

## Biografi
Ulrik Eriksson föddes i Fjällsjö socken i nordvästra Ångermanland och växte upp i Åsele. Under 1950-talet gjorde Eriksson dialektologiska inspelningar och uppteckningar i bland annat nordvästra Ångermanland och tidigare Åsele lappmark. Materialet är till stor del grund för Erikssons doktorsavhandling Åselesvenska vilken berör det traditionella folkmålet i Åseles utjämning mot regional rikssvenska. Andra delar av materialet användes till ordlistor och beskrivningar av dialekterna i Fjällsjö, Bodum och Tåsjö socknar som publicerades i totalt fyra delar i Fjällsjö krönika.